# المرأة في طاجيكستان

## خلفية ثقافية

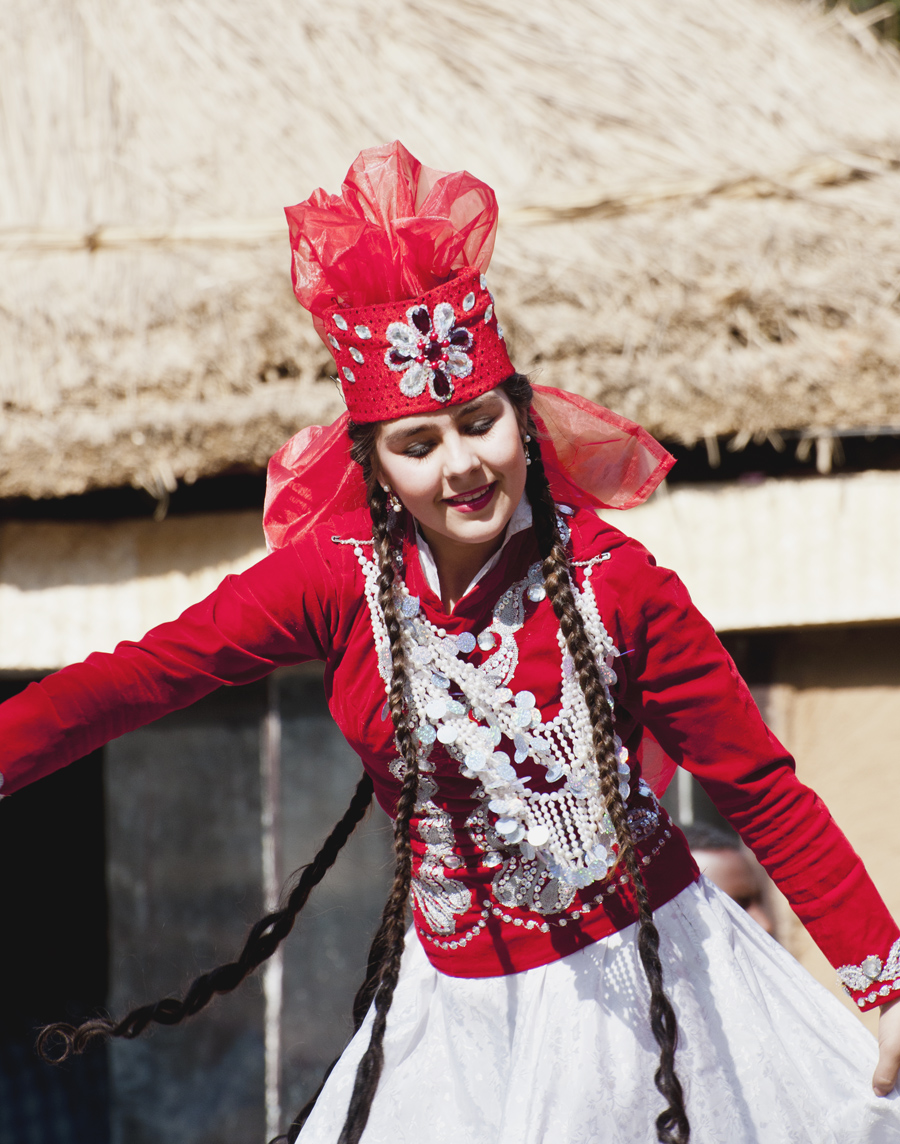
راقصة طاجيكية فلكلورية

طاجيكستان بلد في آسيا الوسطى، يتألف معظم سكانها من الطاجيك (84.3٪)، مع أقلية أوزبكية كبيرة تبلغ 13.8٪، وأعداد أقل من القرغيز والروس والتركمان والتتار والعرب، وطاجيكستان هي واحدة من أفقر دول المجال السوفياتي السابق، إنها دولة ريفية وزراعية إلى حد كبير: اعتبارًا من عام 2015، يعيش 26.8 ٪ فقط من إجمالي السكان في المناطق الحضرية، شهدت البلاد فترة مضطربة للغاية في التسعينيات، بعد سقوط الاتحاد السوفيتي، حيث ألحقت الحرب الأهلية 1992-1997 أضرارًا بالغة باقتصادها الضعيف بالفعل، حوالي 90٪ من السكان مسلمون، ومعظمهم من الإسلام السني.
النساء في طاجيكستان، على الرغم من أنهن يعشن في مجتمع أبوي قوي، إلا أنهن يتمتعن بمعدل عالٍ جدًا من معرفة القراءة والكتابة بنسبة 99.7٪ (اعتبارًا من عام 2015)، على الرغم من أن استخدام وسائل منع الحمل الحديثة منخفض (27.9٪ اعتبارًا من عام 2012)، فإن إجمالي معدل الخصوبة هو2.71 طفل/ امرأة فقط (تقديرات عام 2015.

## تاريخ
شهد الحقبة السوفيتية تنفيذ سياسات تهدف إلى تغيير مكانة المرأة في المجتمع الطاجيكي، خلال الثلاثينيات، أطلقت السلطات السوفيتية حملة من أجل مساواة المرأة في طاجيكستان، كما فعلت في أماكن أخرى في آسيا الوسطى، نتجت تغييرات كبيرة في نهاية المطاف عن مثل هذه البرامج، لكنها في البداية أثارت معارضة شعبية شديدة، على سبيل المثال، فإن النساء اللواتي ظهرن في الأماكن العامة دون الحجاب الإسلامي التقليدي الكامل، تم نبذهن من قبل المجتمع أو حتى قتلهن من قبل الأقارب بسبب ما يُفترض أنه عار على أسرهن بسبب ما كان يعتبر سلوكًا غير عفيف.

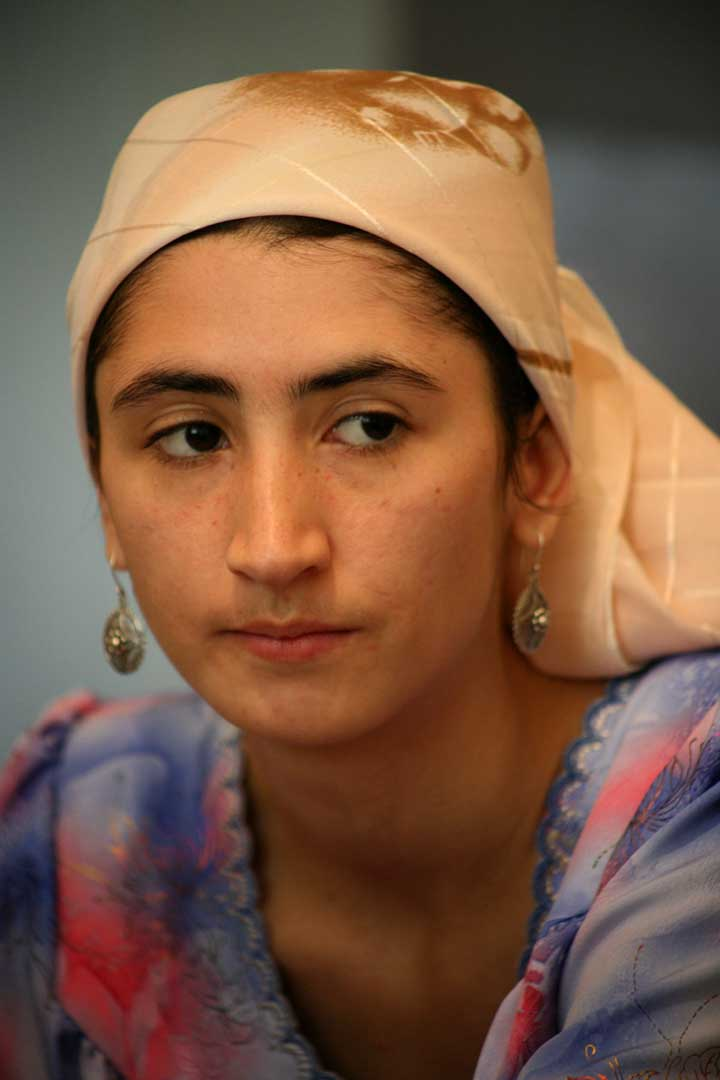
Young woman in Tajikistan

أدت الحرب العالمية الثانية إلى زيادة عمالة النساء خارج المنزل، مع طرد غالبية الرجال من وظائفهم المدنية بسبب مطالب الحرب، عوضت النساء النقص في اليد العاملة، على الرغم من استمرار نمو توظيف النساء من السكان الأصليين في الصناعة حتى بعد الحرب، إلا أنهن ظلن جزءًا صغيرًا من القوة العاملة الصناعية بعد الاستقلال.
في أوائل الثمانينيات، شكلت النساء 51 في المائة من سكان طاجيكستان و52 في المائة من القوة العاملة في المزارع الجماعية، و38 في المائة من القوة العاملة الصناعية، و16 في المائة من عمال النقل، و14 في المائة من عمال الاتصالات، و28 في المائة من المدنيين خدم، تشمل هذه الإحصاءات النساء من الجنسيات الروسية وغيرهن من جنسيات أخرى من خارج آسيا الوسطى.
في بعض المناطق الريفية من الجمهورية، لم يكن نصف النساء يعملن خارج المنزل في منتصف الثمانينيات، في أواخر الحقبة السوفيتية، كانت العمالة الناقصة للإناث قضية سياسية مهمة في طاجيكستان لأنها مرتبطة بحملة الدعاية السوفيتية التي تصور الإسلام على أنه تأثير رجعي على المجتمع.
يجادل البعض بأن قضية عمالة الإناث كانت أكثر تعقيدًا مما أشارت إليه الدعاية السوفيتية، بقيت العديد من النساء في المنزل ليس فقط بسبب المواقف التقليدية حول أدوار المرأة ولكن أيضًا بسبب افتقار العديد منهن إلى التدريب المهني وقلة مرافق رعاية الأطفال المتاحة، بحلول نهاية الثمانينيات، استوعبت دور الحضانة في طاجيكستان 16.5 في المائة من الأطفال في السن المناسبة بشكل عام و2.4 في المائة من أطفال الريف.
وعلى الرغم من كل هذا، فقد قدمت المرأة جوهر قوة العمل في مجالات معينة من الزراعة، وخاصة إنتاج القطن وبعض الفواكه والخضروات، كانت المرأة ممثلة تمثيلا ناقصا في المناصب الحكومية والإدارية مقارنة بنسبتها من سكان الجمهورية، كان الحزب الشيوعي في طاجيكستان والحكومة - وخاصة المناصب العليا - ومنظمات الإدارة الاقتصادية يديرها الرجال إلى حد كبير.
في العقود الأخيرة من القرن العشرين، فضلت الأعراف الاجتماعية في طاجيكستان وحتى سياسة حكومة الأمر الواقع موقفًا تقليديًا مقيدًا تجاه النساء يتسامح مع ضرب الزوجة والفصل التعسفي للنساء من مناصب مسؤولة، في أواخر الحقبة السوفيتية، كانت الفتيات الطاجيكيات ما زلن يتزوجن بشكل شائع وهم دون السن القانونية، على الرغم من الإدانة الرسمية لهذه الممارسة باعتبارها من بقايا العقلية الإقطاعية في آسيا الوسطى.
بعد الصراع العنيف في التسعينيات، والذي زعزع استقرار البلاد، شهد القرن الحادي والعشرون اقتصادًا ضعيفًا للغاية، ابتليت به البطالة والمشاكل الاجتماعية. نتيجة لذلك، غادر عدد كبير من الناس، معظمهم من الرجال الذين يعملون في صناعة البناء أو غيرها من الوظائف التي تتطلب مهارات منخفضة، في الخارج بحثًا عن فرص عمل: بحلول عام 2009، قدر أن حوالي 800000 طاجيك كانوا يعملون في روسيا، غالبًا ما تعاني النساء اللائي يبقين في المنزل من فقر مدقع، وغالبًا ما يلجأن إلى زراعة الكفاف. في عام 2003، قدر أن 64٪ من الطاجيك يعيشون تحت خط الفقر.

## العنف المنزلي

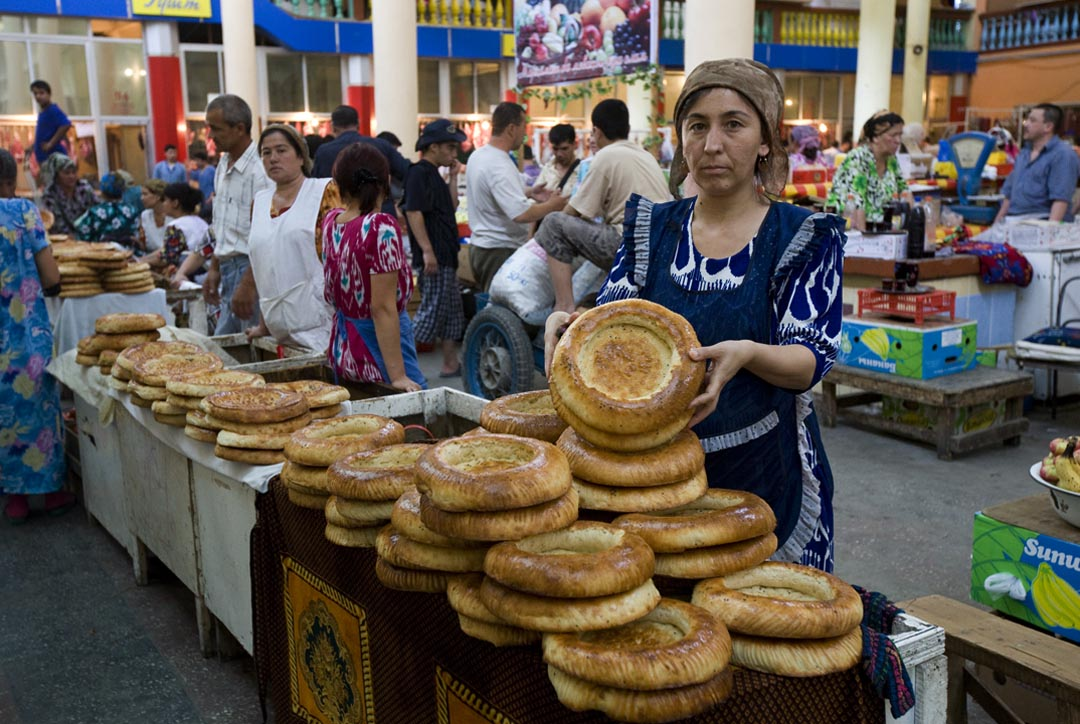
Tajik women selling bread at a market

العنف المنزلي في طاجيكستان مرتفع للغاية، بسبب القيم الأبوية التقليدية في طاجيكستان، فضلاً عن إحجام السلطات عن التدخل فيما يُنظر إليه في طاجيكستان على أنه «مسألة عائلية خاصة». ما يقرب من نصف النساء الطاجيكيات تعرضن للعنف الجسدي أو النفسي أو الجنسي من قبل أزواجهن أو أصهارهن.
غالبًا ما ينظر المجتمع الطاجيكي إلى العنف المنزلي على أنه مبرر: وجدت دراسة أجرتها اليونيسف أن 62.4٪ من النساء في طاجيكستان يبررن ضرب الزوجة إذا خرجت الزوجة دون إخبار الزوج؛ 68٪ إذا كانت تتجادل معه، 47.9٪ إذا رفضت ممارسة الجنس معه، كما وجدت دراسة استقصائية أخرى أن النساء والرجال اتفقوا إلى حد كبير على أنه من المبرر للزوج أو حماته أن يضرب الزوجة / زوجة الابن التي «ردت بالرد»، وعصيت، وغادرت المنزل دون إذن، ولم تفعل ذلك، أعد العشاء في الوقت المحدد، أو لم يهتم بالأطفال بشكل صحيح.
في 2013، سنت طاجيكستان قانون منع العنف الأسري، وهو أول قانون لها ضد العنف الأسري، قامت المنظمات غير الحكومية العاملة في قضايا المرأة بصياغة الاقتراح لأول مرة في عام 2007، وبعد عدم إحراز تقدم لمدة ثلاث سنوات، طلبت مياسارا بوبوخانوفا، مؤسسة ورئيسة جمعية «المرأة والمجتمع»، المساعدة من الرئيس، وطلبت مجموعة عمل مكونة من يجتمع المشرعون وممثلو المنظمات غير الحكومية ومجالات أخرى من الحكومة مع المنظمات الدولية لمناقشة هذه القضية، تمت إزالة قضايا محددة كانت غربية، مثل العقوبة، من المسودة الأصلية، تم توجيه التركيز نحو الوقاية، من خلال معالجة الأسباب، مثل البطالة وعدم الاستقرار التي تؤدي إلى العنف، وضمان تقديم المساعدة القانونية والنفسية للضحايا.

## الزواج القسري والمبكر
على الرغم من أن قوانين طاجيكستان تحظر الزواج القسري وزواج الأطفال، إلا أن هذه الممارسات شائعة في جميع أنحاء البلاد، ولا يتم فعل الكثير للحد من هذه العادات، زادت معدلات زواج الأطفال بشكل كبير خلال الحرب الأهلية، عندما أجبر الآباء بناتهم على الزواج، من أجل حماية عفتهم قبل الزواج (التي يمكن أن تضيع من خلال الاغتصاب، مما قد يؤثر على «سمعة» الأسرة). الخوف من بقاء الفتاة غير متزوجة هو عامل آخر يشجع الوالدين أيضًا على ترتيب الزيجات المبكرة، لأنه ليس من المقبول اجتماعياً للمرأة ألا يكون لها زوج.

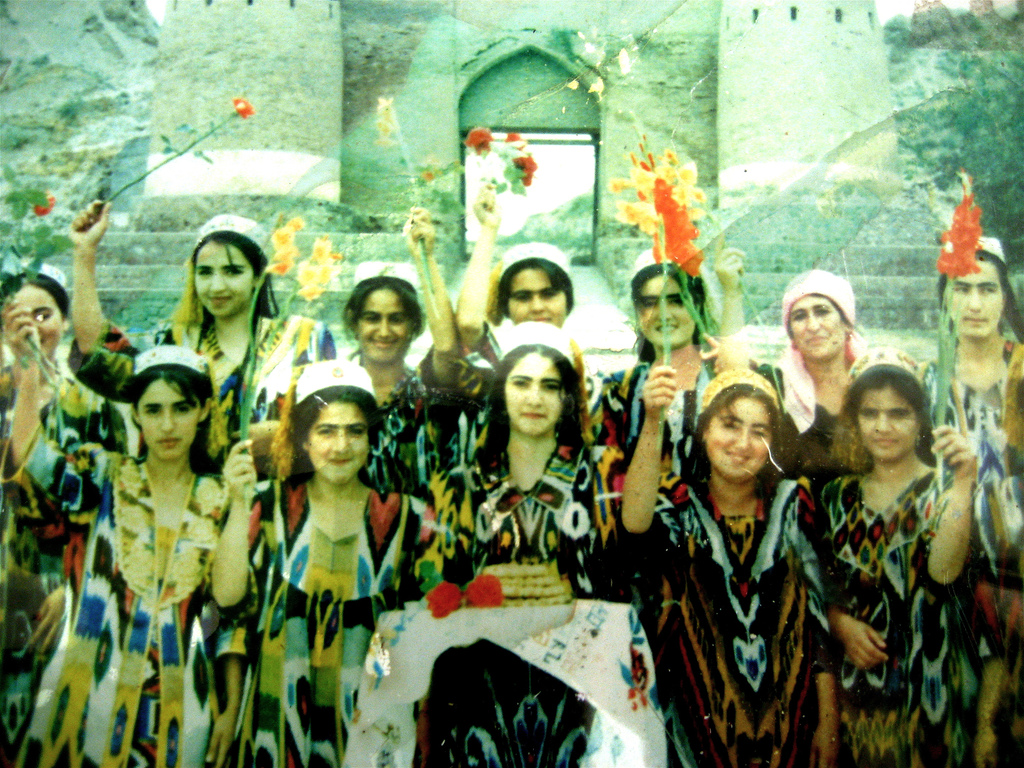
Tajik women and girls

## النساء في الحكومة المحلية
تعتبر مشاركة المرأة في الحكومة المحلية منخفضة نسبيًا، وتشكل النساء 15.2٪ فقط من النواب المنتخبين في التجمعات الريفية، حصلت منطقة غورنو - باداخشان المتمتعة بالحكم الذاتي في شرق البلاد على أعلى نسبة من النائبات المنتخبات في التجمعات الريفية بنسبة 21.2 ٪ تقريبًا.

## المرأة في الأمن
تأسست كلية موظفي إدارة الحدود التابعة لمنظمة الأمن والتعاون في أوروبا في دوشانبي في عام 2009 بهدف توفير تدريب عالي الجودة لمتخصصي أمن الحدود من مختلف الوكالات الحكومية، كان التركيز في هذا البرنامج على تحسين أمن الحدود على الحدود الأفغانية الطاجيكية في جنوب البلاد، في البداية جذبت الكلية المشاركين الذكور في الغالب، ذكرت منظمة الأمن والتعاون في أوروبا أنه من عام 2009 إلى عام 2013، كان حوالي 90 ٪ من المشاركين من الرجال. ثم نفذت الكلية برامج تدريبية خاصة للنساء لتشجيع المساواة بين الجنسين وفرص العمل للنساء في مجال أمن الحدود، وجدت دراسة أجرتها المنظمة الدولية للهجرة أن حرس الحدود يُعتبرن أفضل بكثير من نظرائهن من الرجال في الكشف عن حالات الاتجار بالبشر، وتخفيف حدة النزاعات وتحديد الوثائق المزورة، تعمل قوات الحدود الطاجيكية منذ ذلك الحين على جذب المزيد من النساء إلى الوكالة، حتى الآن، أكملت الكلية ست دورات تدريبية على القيادة خصيصًا للنساء في عملهن لتعزيز المساواة بين الجنسين وتمكين المرأة في أمن الحدود وإدارتها.